# W czwartym wymiarze
W czwartym wymiarze. Opowiadania fantastyczne − zbiór dwunastu opowiadań Antoniego Langego, po raz pierwszy opublikowany w 1912 w Krakowie. Druga, poprawiona wersja książki, stanowiąca podstawę wszystkich kolejnych wznowień, ukazała się w 1924 w Częstochowie.
Choć opowiadaniom zbioru zdecydowanie bliżej do baśni, uważa się je za przejaw wczesnego okresu rozwoju fantastyki naukowej w Polsce. Treść dzieła oscyluje przy tym wokół różnorodnych tematów, z czego na pierwszy plan wysuwają się wątki temporalne, psychoanalityczne oraz patriotyczne.

## Tytuł
Tytuł zbioru odnosi się do pojęcia „czwartego wymiaru” obecnego w naukach ścisłych i filozofii XX wieku. W powszechnym mniemaniu pojęcie to zwykło się pojmować jako synonim czasu. W rzeczywistości może to być również klasa równoległych wszechświatów; przez analogię można stwierdzić, że czwarty wymiar jest dla przestrzeni trójwymiarowej tym co trzeci dla dwuwymiarowej.
W skład zbioru weszło 12 niżej wymienionych opowiadań poprzedzonych przedmową na temat rozwijającego się lotnictwa:
- Babunia
- Władca czasu
- Kometa
- Sen
- Eksperyment
- Amor i Faun
- Almanzor
- Rozaura
- Lenora
- Memoriał doktora Czang-Fu-Li
- Rebus
- Nowe mieszkanie

Tematem większości utworów jest polemika z romantyczną i pozytywistyczną wersją historiozofii, problem nietzscheańskiej apoteozy czasu oraz cykliczności zjawisk społecznych i kulturowych, choć nie zabrakło także opowiadań stanowiących niejako eseje estetyczno-literackie (Amor i Faun, Almanzor).
Lange nadaje swoim opowiadaniom charakter fantastyczno-naukowy, okraszony elementami romansowymi i sensacyjnymi, czy „łamigłówkami” w stylu Arthura Conana Doyle’a, Edgara Allana Poego (Złoty żuk) oraz Juliusza Verne’a przekazując tym samym pewne konkretne filozoficzne spojrzenie, stanowiące dla czytelnika bazę do dalszych rozmyślań.

### Streszczenie wybranych utworów
|  |

Najbardziej reprezentatywnym utworem zbioru jest Władca czasu opowiadający o magicznej substancji pozwalającej na obserwację ewolucji roślin zachodzącej w przyspieszonym tempie. Bohater opowiadania, Jan Kanty Szelest, dokonuje mikroskopowej analizy procesów zachodzących na powierzchni liścia: obumierania jednych organizmów, rodzenia się drugich, wzajemnego wyniszczania itd. Procesy te przywołują na myśl historię ludzkich cywilizacji. W zakończeniu czytamy: Cały ten olbrzymi, na 72 000 lat obliczony przewrót - powstanie i zagłada potężnego systemu globów - trwał 20 minut, 14 sekund i 33 tercje. Autor zwraca przez to uwagę na małość i błyskawiczność istnienia świata ludzi oraz jego biologiczny charakter (polemika z pozytywizmem).
Innym ciekawym fabularnie opowiadaniem jest Kometa, której wydarzenia oparte są na baśniowym wręcz potraktowaniu zjawiska Komety Halleya. Asteroid uderza o kulę ziemską powodując nadnaturalne zawirowania czasowe. Wszystkie też fenomeny z czasem związane zaczęły się poruszać po linii odwrotnej. Naprzód był zachód słońca, a potem wschód; naprzód były żniwa, potem zasiewy; naprzód śmierć, potem życie; naprzód dzieci, potem małżeństwo. Cały ten, naiwny z gruntu, koncept służył nie tylko przyjrzeniu się zagadnieniom cykliczności czasu z pewnego ironicznego dystansu, ale również krytyce społecznych konwenansów.

## Czytaj też
- Kurkiewicz M., 2006, "Antoniego Langego peregrynacje „W czwartym wymiarze”", w: Z problematyki krótkich form narracyjnych. Nowela młodopolska, red. H. Ratuszna, Wydawnictwo Naukowe Uniwersytetu Mikołaja Kopernika, Toruń, s. 147–173
- Łoch E., 2011, "Motywy orientalne w twórczości prozatorskiej Antoniego Langego", w: Orient w  literaturze i  kulturze modernizmu, red.  E.  Łoch, Wydawnictwo Uniwersytetu Marii Curie-Skłodowskiej, Lublin, s. 115–125.
- Szcześniak J., 2001, "Z  problematyki science fiction w  prozie Antoniego Langego", w: Modernistyczny wizerunek człowieka. Studia historycznoliterackie, red.  J.  Szcześniak, D.  Trześniowski, Wydawnictwo Uniwersytetu Marii Curie-Skłodowskiej, Lublin, s. 81–94
- Ratuszna H., 2005, ""Babunia" Antoniego Langego, czyli tajemnica starości w fantastyce młodopolskiej", w: Polska literatura fantastyczna. Interpretacje, red. Andrzej Stoff & Dariusz Brzostek, UMK